# Samo (cantante)
Samuel Parra Cruz (Veracruz, 2 de diciembre de 1975), más conocido como  Samo, es un cantante y compositor mexicano miembro del grupo de pop mexicano Camila.
Samo forma a Camila en 2003, junto con Mario Domm y Pablo Hurtado. En 2006 lanzan su primer álbum de estudio Todo cambió, con el cual reciben una nominación al Grammy Latino 2007. En 2010 lanzan su segundo álbum Dejarte de amar, con este disco logran disco de diamante en México y cuatro nominaciones a los Grammy Latinos 2010. En 2013 decide abandonarla y lanzarse como solista, lanzando su álbum debut titulado Inevitable. En 2023 Samo regresa oficialmente a Camila. 
Samo, se ha destacado por su trabajo como compositor, ha escrito canciones para artistas reconocidos como Olga Tañon, Diego Schoening, Ednita Nazario, Yuri, Carlos Rivera, Christian Chávez y Gloria Trevi. Ha realizado, además, colaboraciones con Thalía, Reik, Selena, Juan Fernando Velasco, La Oreja de Van Gogh y Pandora, entre otros.

## Biografía

### 1993-2004: Inicios artísticos
Samo nació en Veracruz, desde los cinco años, Samo formó parte del coro de la Iglesia Cristiana que dirigía su padre en Boca del Río. En 1993, a los 18 años de edad, forma parte de un grupo llamado Salmo 40 el cual hizo una gira por Estados Unidos y algunas ciudades mexicanas. El grupo no obtuvo los resultados esperados y Samo en 1995 decide probar suerte en el concurso de talento “Valores Juveniles” en la Ciudad de México, quedando entre los primeros lugares en la final.
En 1998 logró ser elegido para cantar en la sección de coros de Alejandra Guzmán con la cual participó en la gira de los discos titulados Soy (2001) y Lipstick (2004).

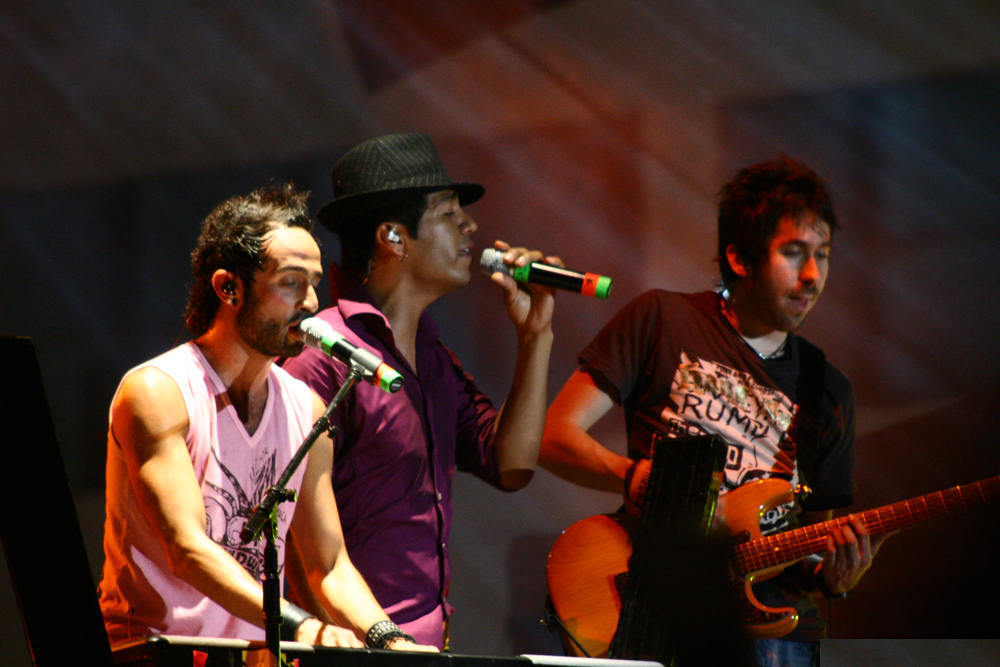
Samo durante el Festival Música Latina, en Managua.

En 2003 el cantante mexicano Reyli producía con el cantante y productor Mario Domm su primer disco de solista. Para la grabación de los coros de dicho disco Reyli convocó a Samo para participar en su primera gira. Debido a este llamado fue que Samo conoce a Mario Domm y entre ellos surgió la idea de crear un nuevo proyecto musical. Al tiempo que Samo trabaja con Reyli creaba junto con Mario Domm y el guitarrista y productor Pablo Hurtado el proyecto que denominarían Camila.

### 2003-2009: Camila yTodo cambió
En 2003 se integró a la banda Camila. El 9 de mayo de 2006 lanzaron el primer álbum titulado Todo cambió el cual debutó en el segundo puesto del chart mexicano, vendiendo 300 000 copias y siendo certificado triple disco de platino. En Estados Unidos el álbum se posicionó en el primer puesto de  Billboard Top Latin Albums y en el quinto puesto de Billboard Top Heatseekers, alcanzando el puesto setenta y seis en el Billboard 200, siendo certificado disco de platino por sus 100 000 copias vendidas. Reciben una nominación al Grammy Latino 2007 y el Premio Lo Nuestro 2008 con su tema «Todo cambio».

### 2010-2012:Dejarte de amary duetos

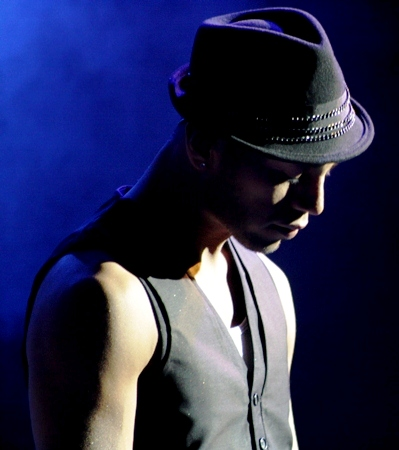
Samo realizó colaboraciones con artistas como Reik, Thalía y Selena.

El 9 de febrero de 2010 lanzó el segundo álbum de estudio Dejarte de amar el cual se posicionó en el primer puesto del chart mexicano, recibiendo disco de diamante y triple platino por la venta de 480 000 copias en el país. En Estados Unidos se posicionó en el primer puesto de Billboard Top Latin Albums y Billboard Latin Pop Albums, posicionándose en el puesto sesenta y cuatro del Billboard 200, y es certificado disco de platino por sus 100 000 copias vendidas. Con dicho álbum Camilia recibe cuatro nominaciones a los Grammy Latinos 2010 como álbum del año y mejor álbum vocal pop dúo o grupo, canción del año y grabación del año con su tema «Mientes», ganando tres de las cuatro nominaciones. En agosto de 2010, Samo recibe el premio ‘SESAC Latina Spirit of Mexico’ por su trabajo como compositor y cantante.
En 2010 graba a dueto el tema «Ni una lágrima más» junto a Olga Tañon. En noviembre de 2010 se presenta en el concierto Amigos por Veracruz interpretando un tema junto a la cantante Yuri.
En marzo de 2012 interpreta el tema «Tan sólo pido», compuesto por él y utilizado en la telenovela mexicana Amor bravío. El 30 de marzo de 2012 se lanzó Enamorada de ti con el tema «Amor prohibido» interpretado por Samo y Selena. El tema alcanza el octavo puesto en Billboard Latin Pop Songs y veintitrés en Billboard Hot Latin Songs. Samo interpreta el tema, como un tributo a la cantante, por primera vez en vivo en los Billboard Latin Music Awards 2012.
En 2012 interpretó el tema «Sólo por amor», tema principal de la telenovela estadounidense Relaciones peligrosas. El 27 de noviembre de 2012 se lanzó el álbum Habítame siempre de la cantante mexicana Thalía que incluye el tema «Con los años que me quedan» el cual Samo interpreta junto con Leonel García y Jesús Navarro de Reik.

### 2013: Carrera solista eInevitable
El 2 de abril de 2013 se lanzó Reik, en vivo desde el Auditorio Nacional con el tema «¿De qué me sirve la vida?» interpretado por el grupo Reik y Samo.
El 5 de mayo de 2013, Samo confirmó su salida de la banda Camila y el lanzamiento de su carrera como solista. El 27 de mayo de 2013 lanzó el primer sencillo «Sin ti» compuesto por él. El tema se posicionó en el puesto veintisiete de Billboard Latin Pop Songs, y en el puesto cuarenta y uno de Billboard Hot Latin Songs. El sencillo recibió certificación de oro en México y Venezuela por parte de AMPROFON y AVINPRO, respectivamente.
El 23 de julio de 2013 lanzó a la venta Inevitable, su álbum debut como solista. El álbum debutó en el tercer puesto del chart de AMPROFON en México. En Estados Unidos el álbum se posicionó en el noveno puesto del Billboard Latin Pop Albums. El 27 de agosto de 2013 se lanzó el álbum En el camino del trío mexicano Pandora en donde se incluye el tema «¿De qué me sirve la vida?» compuesto por Samo y a dueto con él.
En septiembre de 2013, Samo visitó Argentina con motivo de promoción de su nuevo disco, donde anunció su participación en la telenovela argentina Solamente vos donde interpretó junto a Adrián Suar su sencillo «Sin ti». El cantante también comentó que realizó el video musical de su siguiente sencillo, «Inevitable», en dicho país. El 16 de septiembre de 2013 participó como jurado invitado en el reality show Idol Puerto Rico, donde además interpretó su sencillo «Sin ti».
El 3 de octubre de 2013 se anunció su participación en el tema principal de la telenovela mexicana Quiero amarte, prevista a estrenarse el lunes 21 de octubre de 2013.  Samo colaboró en el tema «Quiero amarte» junto a Armando Manzanero, Noel Schajris, Reik y Juan Pablo Manzanero. El 16 de octubre de 2013 el cantante interpretó el tema junto a Jesús Navarro de Reik, Noel Schajris, Carlos Macias, Armando Manzanero y su hijo Juan Pablo Manzanero, en la presentación de la telenovela, donde interpretó además su sencillo «Sin ti», el cual forma parte de la banda sonora utilizada en la novela. El 28 de octubre de 2013 salió a la venta el CD/DVD Primera fila: La Oreja de Van Gogh, de la banda española La Oreja de Van Gogh, que incluía el tema «Mi vida sin ti» a dúo con Samo.
El 1 de noviembre de 2013 fue invitado por Margarita "la diosa de la cumbia" a interpretar su tema «Sin ti» y el tema «Y qué de mi», en el concierto otorgado por la cantante colombiana en el Auditorio Nacional.

### 2014-2015: Doy un paso atrás, duetos yMe quito el sombrero
El 6 de enero de 2014 se confirmó oficialmente el lanzamiento de su tercer sencillo titulado «Doy un paso atrás». El 13 de enero de 2014 se lanzó a la venta la canción «Luz para recordar», tema compuesto por él para la telenovela argentina Mis amigos de siempre. El 24 de enero de 2014 se anunció que Samo no volvería a la banda Camila y que su reemplazo sería Alex Serhan. Samo confirmó la información y comentó al portal Esmas que se sentía en «una etapa de mucho crecimiento, que estoy disfrutando mucho, aprendiendo; empiezo de cero en esta etapa de solista. Es un reto en mi carrera y vida que estoy disfrutando mucho». El 31 de enero de 2014 fue invitado por el cantante Franco de Vita a interpretar junto a él el tema «No basta» en el concierto otorgado por el venezolano en el Arena Ciudad de México como parte de su Vuelve en Primera fila Tour.
El 2 de marzo de 2014 se anunció que Samo fue nombrado el primer embajador de las Fiestas Mexicanas en la ciudad de Matamoros, Tamaulipas. El cantante recibió el reconocimiento de manos de la alcaldesa Lety Salazar y argumentó que estaba «muy honrado de ser el primer embajador de Fiestas Mexicanas y llevaré a cada lugar que presente con mucho orgullo a Matamoros». El 31 de marzo de 2014 Samo fue invitado por La Oreja de Van Gogh para interpretar el tema «Mi vida sin ti» en el concierto otorgado por el grupo en el Auditorio Nacional, como parte de su Gira primera fila.
El 3 de abril de 2014 el cantante se presentará como invitado del grupo Pandora para interpretar el tema «¿De qué me sirve la vida?» en el concierto que tendrá lugar en el Auditorio Nacional. El 15 de abril de 2014, se lanzó a la venta a través de descarga digital la canción «Besos encadenados», tema principal que forma parte de la telenovela La viuda negra. El 8 de mayo de 2014, Samo se presentó como invitado en el musical "Hoy no me puedo levantar", basado en las canciones del grupo musical español Mecano.
El 25 de septiembre de 2014, el cantante grabó el tema «Mi razón» junto a la La Sonora Santanera para CD/DVD que será la continuación de su álbum anterior Grandes éxitos de las Sonoras con la más grande: la Sonora Santanera, el DVD celebra los 60 años de carrera artística.
El 17 de noviembre de 2014, Samo anunció el comienzo de la grabación de su primer álbum en vivo, titulado Me quito el sombrero, grabado en el Teatro Juárez.  El álbum será producido por Rafael Vergara y contará con la participación de Pandora, el grupo colombiano ChocQuibTown y el cantautor puertorriqueño Pedro Capó. Se anunció que será lanzado en marzo de 2015. El 21 de noviembre de 2014 es invitado por la cantante Laura Pausini para interpretar junto a ella el tema «Víveme», en el concierto otorgado en San Luis Potosí, como parte de su gira Grandes Éxitos México 2014.
El 2 de octubre de 2015, el cantante dejó las huellas de sus manos en la Plaza de las Estrellas en la Ciudad de México.

### 2016-2022:Eterno
El 8 de enero de 2016, lanza el tema «Así como si nada», tema grabado para la telenovela mexicana A que no me dejas. En febrero de 2016, se anunció que Samo había terminado su contrato con su anterior disquera Sony Music y había firmado un nuevo contrato con la disquera Universal Music.
El 6 de mayo de 2016 lanza el tema «Nada me detiene» a dúo con Many, compuesta por ambos. Many nació con Mielomeningocele, esta colaboración es un tema "lleno de fortaleza y motivación, que se ha convertido en un himno de esperanza y fe para él". A finales del 2015 se grabó la canción y se filmó el video musical, en Matamoros, Tamaulipas, bajo la dirección de Ricardo Calderón.
El 24 de junio de 2016, el cantante español Juan Magán lanza su EP Quiero que sepas el cual incluyó el tema «Dame tu amor» a dúo con Samo.
El 12 de agosto de 2016, lanza a la venta su primer sencillo titulado «Creer en mí». El 19 de agosto de 2016 estrenó el video musical, filmado en la ciudad de Nueva York y dirigido por Ricardo Calderón.
El 27 de enero de 2017 lanza el sencillo «Te juro» junto a la cantante mexicana Alejandra Guzmán. El mismo forma parte de su disco Eterno. El tema logró el cuarto puesta en la lista pop de Monitor Latino en México.
El 5 de mayo de 2017, sale a la venta Eterno segundo álbum de estudio. El mismo contó con once temas compuesto por el cantante y fue lanzado bajo el sello discográfico Universal Music. Fue presentado el 25 de mayo de 2017 en el Lunario del Auditorio Nacional.
En noviembre de 2017, Samo afirmó que se encontraba en la grabación de su siguiente material discográfico llevado a cabo en Colombia y que será lanzado en 2018.
El 17 de diciembre de 2019, sale una colaboración que hizo en una canción del cantante Lalo Brito titulada «Me fui (versión acústica)» , dicha canción forma parte del EP Bohemia personal de Lalo, que fue lanzado el 7 de febrero de 2020.

### 2023-presente: Regreso a Camila.
El 31 de marzo de 2023, se estrenaba el nuevo sencillo de Camila, donde lo más sobresaliente fue la voz de Samo, quien pronto, confirmaría su regreso a la banda tras 10 años.

## Otras actividades

### Composición
En el álbum Todo cambió, Samo compone junto a Mario Domm los temas «Me bastó», «Sin tu amor» y «Perderte de nuevo». En 2009, Samo compone el tema «Sin querer» en coautoría con Rafael López Arellano, incluido en el álbum Soy de la cantante puertorriqueña Ednita Nazario. El mismo año compone junto con Alfredo León Canedo y Carolina Rosas el tema «No puedo», incluido en el álbum Lo que soy del cantante mexicano Diego Schoening.
Samo compone el tema «¿De qué me sirve la vida?», el cual se convierte en el sexto sencillo del álbum Dejarte de amar (2010). En 2010 compone los temas «Quiero volar» y «Nunca entendí», incluidos en el álbum debut Almas transparentes del exintegrante de RBD, Christian Chávez. Ese mismo año compone en coautoría con Rafael Ruiz Esparza el tema «Arrepentida», primer sencillo del álbum Inusual de la cantante mexicana Yuri y el tema «Con las manos atadas», canción elegida como tema principal de la serie Mujeres Asesinas 3, del productor mexicano Pedro Torres e interpretada por la propia Yuri. En septiembre de 2010 compone el tema «Llegaste a mí» incluida en el álbum Tráfico de Sentimientos del cantante colombiano Camilo Echeverri. En octubre de 2010 compone junto a Olga Tañon los temas «Ni una lágrima más», «Sola» y «Caso perdido», incluidos en el álbum Ni una lágrima más de la cantante puertorriqueña, publicado en 2011. A finales de 2010 compone junto a Manuel Moreno y Germán Montero el tema «Tú mi mundo yo un recuerdo» incluido en el tercer disco del cantante.
En 2011 compone el tema «Libertad» interpretado por Anahí y Christian Chávez, y el tema «Purple Rain» incluidos en el álbum en vivo Esencial del cantante mexicano.
El 13 de julio de 2013 lanzó su álbum Inevitable, en el cual compuso once de los trece temas incluidos, en los que se destaca su primer sencillo «Sin ti», «Inevitable» y «Doy un paso atrás». El 24 de septiembre de 2013 se lanzó el noveno álbum de estudio de la cantante mexicana Gloria Trevi titulado De película el cual incluye el tema «Habla blah blah» compuesto por Samo junto a Gloria y Paulino.

### Actividades empresariales
El 25 de octubre de 2011 presenta Samo Hats, nombre de la marca de sombreros que creó. Consiste en una línea de sombreros estilo fedora lanzada a nivel nacional e internacional. Lanzó a la venta su primera colección de 6 modelos. En los primeros dos meses Samo, a través de su tienda en línea, llevó su producto a países como Inglaterra, Estados Unidos, Venezuela, Argentina, Chile y Puerto Rico[cita requerida]. En diciembre de 2011 inaugura su propia boutique en la Ciudad de México.
En marzo de 2012 la marca hace alianza comercial con las tiendas departamentales Liverpool México. Teniendo así presencia en todo el territorial nacional mexicano en 44 tiendas Liverpool y 16 tiendas Fábricas de Francia. En abril de 2012 se lanzó la línea para niños Samo Hats Kids.

### Actividades humanitarias
Samo ha apoyado a diversas causas sociales. En abril de 2013, Samo comienza a formar parte de la causa del Fondo Guadalupe Musalem que tiene como objetivo buscar que las mujeres de Oaxaca terminen sus estudios de bachillerato. El 27 de septiembre de 2013 salió a la venta el álbum Voces por México, el cual incluyó el sencillo «Sin ti», cuya recaudación fue donada en su totalidad a la Cruz Roja Mexicana para apoyar a los damnificados del Huracán Manuel y del Huracán Ingrid.
Samo se ha presentado en varios eventos del Teletón, el 19 de noviembre de 2013 participó en la inauguración del CRIT Michoacán como parte del Teletón México. El 7 de diciembre de 2013 se presentó en el Teletón Costa Rica que tuvo como objetivo ayudar al área de Neurocirugía del Hospital Nacional de Niños, además de destinar donativos a los centros hospitalarios de Liberia, Nicoya y Upala. El 13 de diciembre de 2013 se presentó junto a Pandora interpretando el tema «¿De qué me sirve la vida?» en el Teletón USA que tuvo como objetivo recaudar dinero para los niños que viven en Estados Unidos y no tienen los fondos suficientes para terapias, tratamientos y mejor calidad de vida.
El 28 de marzo de 2015, realizó un concierto en la ciudad de San Miguel de Allende, en la Vinícola Toyán. Lo recaudado fue donado al asilo de ancianos Alma, la Casa Centro para los Adolescentes de San Miguel de Allende A.C. y el DIF estatal.

## Discografía

### Con Camila
| - 2006: Todo cambió - 2010: Dejarte de amar - 2024: Regresa Álbumes de estudio - 2013: Inevitable - 2017: Eterno Álbumes en vivo - 2015: Me quito el sombrero Sencillos - 2012: «Sólo por amor» - 2013: «Sin ti» - 2013: «Inevitable» - 2014: «Doy un paso atrás» - 2015: «El aprendiz» (con Pedro Capó) - 2016: «Vamos a bailar» - 2016: «Creer en mí» - 2017: «Te juro» (con Alejandra Guzmán) - 2017: «Te necesito» | Colaboraciones - 2010: «Ni una lágrima más» (Junto a Olga Tañon) - 2012: «Amor prohibido» (Junto a Selena) - 2012: «Con los años que me quedan» (Junto a Thalía, Leonel García y Jesús Navarro) - 2013: «¿De qué me sirve la vida?» (Junto a Reik) - 2013: «¿De qué me sirve la vida?» (Junto a Pandora) - 2013: «Quiero amarte» (Junto a Jesús Navarro, Noel Schajris y Armando Manzanero) - 2013: «Mi vida sin ti» (Junto a La Oreja de Van Gogh) - 2015: «Despedida» (Junto a Juan Fernando Velasco) - 2016: «Nada me detiene» (Junto a Many) - 2016: «Dame tu amor» (Junto a Juan Magán) Bandas sonoras - 2012: «Tan sólo pido» (Telenovela Amor bravío) - 2012: «Sólo por amor» (Telenovela Relaciones peligrosas) - 2013: «Quiero amarte» (Telenovela Quiero amarte) - 2014: «Luz para recordar» (Telenovela Mis amigos de siempre) - 2014: «Besos encadenados» (Telenovela La viuda negra) - 2016: «Así como si nada» (Telenovela A que no me dejas) - 2016: «La doña» (Telenovela La Doña) |

## Giras
Principales
- 2013: Inevitable Tour
- 2015: Me quito el sombrero Tour

## Premios y nominaciones
Con Camila
Como solista
| Año  | Premiación                           | Trabajo nominado                                                                                            | Categoría             | Resultado | Ref.            |
| ---- | ------------------------------------ | --- | --------------------- | --------- | --------------- |
| 2010 | Premio SESAC Latina Spirit of México | Samo | Compositor y cantante | Ganador   | [ 10 ]          |
| 2015 | Premios TVyNovelas                   | «Quiero amarte» (con Armando Manzanero, Jesús Navarro, Juan Pablo Manzanero, Carlos Macías y Noel Schajris) | Mejor tema musical    | Nominados | [ 121 ] [ 122 ] |